# Pangullia nea
Pangullia nea is een schietmot uit de familie Kokiriidae. De soort komt voor in het Neotropisch gebied.